# Saubachbrücke
Die Saubachbrücke ist eine 55 m lange, dreifeldrige Eisenbahnbrücke der Neubaustrecke Ebensfeld–Erfurt bei Goldisthal. Nördlich folgt der Tunnel Goldberg, südlich der Tunnel Blessberg.

## Geschichte

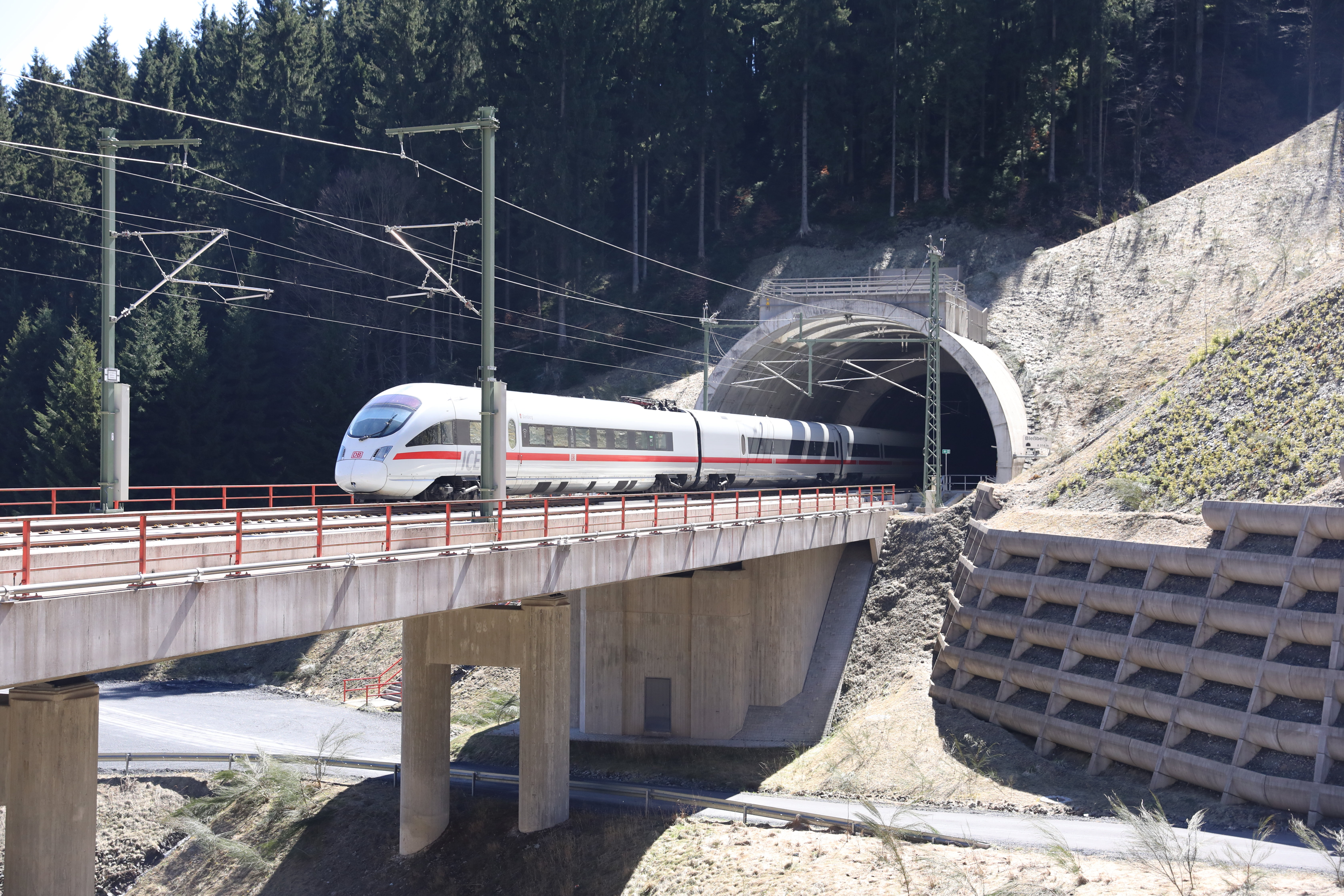
Seitenansicht der Brücke mit Blick Richtung Nürnberg

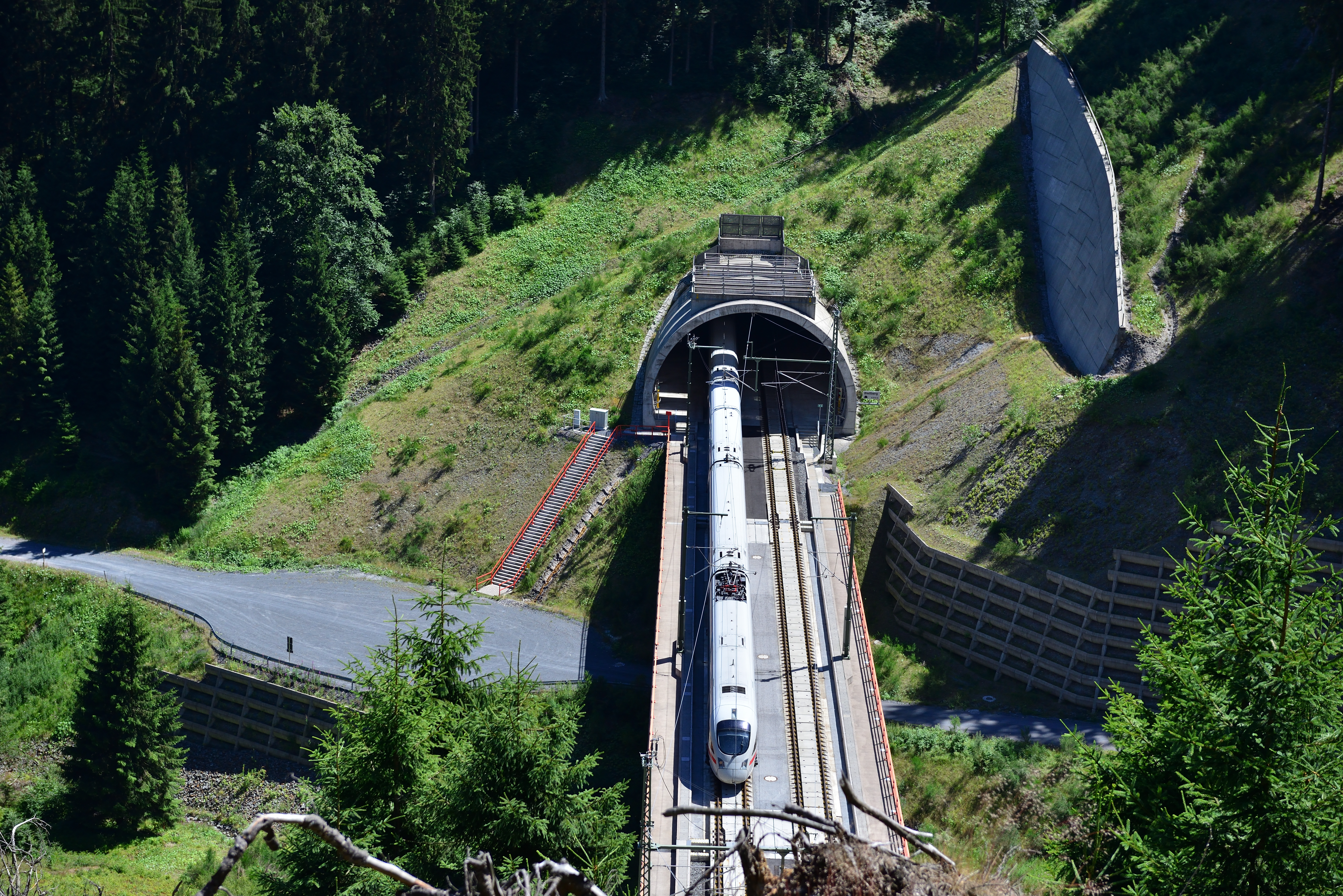
Saubachbrücke mit dem Nordportal des Blessbergtunnels.

Die Brücke ist als Teil des Verkehrsprojektes Deutsche Einheit Nr. 8 zusammen mit dem Nordabschnitt des Tunnels Bleßberg und dem Tunnel Goldberg sowie der Grubentalbrücke Bestandteil des 5,36 km langen Vergabepaketes Tunnel Bleßberg Nordabschnitt (Baulos 3) von km 46,3+00 bis 51,6+60 im Bauabschnitt 3212 Thüringer Wald. Das Baulos wurde im Juni 2008 mit einer Vergabesumme von 138,8 Mio. € netto beauftragt. Das mit 300 km/h befahrbare Bauwerk wurde 2017 eröffnet.